# Hidaka (Kōchi)
Pour les articles homonymes, voir Hidaka.
Hidaka (日高村, Hidaka-mura) est un village du district de Takaoka, dans la préfecture de Kōchi au Japon.

## Géographie
Le village de Hidaka est situé au centre de la préfecture de Kōchi. Il est bordé, au nord, par le fleuve Niyodo dont l'embouchure vers l'océan Pacifique se trouve en baie de Tosa, dans l'ouest de la ville de Kōchi.

### Démographie
Au 1er mars 2016, la population de Hidaka s'élevait à 5 237 habitants répartis sur une superficie de 44,85 km2.

### Municipalités voisines
| Ochi   | Ino    | Ino  |
| Sakawa | Hidaka | Ino  |
| Tosa   | Tosa   | Tosa |

### Toponymie
Le nom du village, « 日高 », est formé de l'assemblage des deux sinogrammes initiaux du nom du pays (Japon : 日本) et du nom de la préfecture (Kōchi : 高知).

### Climat
Le climat du village de Hidaka est du type tempéré chaud. La température annuelle moyenne est d'environ 15,6 °C et les précipitations annuelles sont de 2 234 mm. L'hiver, le mercure peut descendre jusqu'à 0 °C et grimper jusqu'à 30 °C en été.

## Histoire
En octobre 1954, trois villages fusionnent pour former le village de Hidaka dans la préfecture de Kōchi.

## Culture locale et patrimoine

### Sanctuaire Omura
L'Omura-jinja est un sanctuaire shinto fondé en 587. Le cèdre du Japon qui se trouve derrière le bâtiment principal du sanctuaire est considéré comme sacré et passe pour avoir plus de mille ans.

## Municipalités jumelées
Le village de Hidaka est jumelé avec les municipalités suivantes :
- Osan (Corée du Sud) depuis le 1er octobre 1996.